# Gould Dome
Gould Dome är ett berg i Kanada.   Det ligger i provinsen Alberta, i den södra delen av landet, 2 900 km väster om huvudstaden Ottawa. Toppen på Gould Dome är 2 857 meter över havet, eller 490 meter över den omgivande terrängen. Bredden vid basen är 3,8 km.
Terrängen runt Gould Dome är kuperad åt sydost, men åt nordväst är den bergig.Trakten runt Gould Dome är nära nog obefolkad, med mindre än två invånare per kvadratkilometer.. Det finns inga samhällen i närheten.
I omgivningarna runt Gould Dome växer i huvudsak barrskog.